# Janny Gyula
Fehérvári Janny Gyula (Székesfehérvár, 1842. március 30. – Budapest, 1916. május 19.) orvosdoktor, sebész.

## Családja
Janny József (1814–1892) elemi iskola-igazgató és Pilhoffer Anna (1817–1893) fia. Testvérei Janny Ferenc, Janny László és Janny Mária. Felesége morvai Zlamál Gizella (1851–1944), akivel 1874. május 7-én kötött házasságot a budapest-belvárosi plébánián. Fia Janny Gyula és Janny Géza (†1933); leánya báró Sternegg-Günther Ferencné Janny Gizella (1889–1984). Unokája Sternegg Mária (1927–2013) művészettörténész, muzeológus, Zlinszky János (1928–) jogász, alkotmánybíró felesége.

## Élete
Középiskoláit szülővárosában, az orvosi tanfolyamot Bécsben végezte, ahol 1866-ban sebészdoktorrá és szülészmesterré avatták. A sebészetben Theodor Billroth volt a mestere. 1869-ben elnyervén az operatőri oklevelet, tanulmányainak kiegészítése végett külföldre ment, ahol két évet töltött. Berlinben és Londonban időzött a legtovább. 1878-ban közkórházi főorvossá nevezték ki. 1882-től a budapesti egyetemen mint az általános sebészeti kór- és gyógytan magántanára működött 1895-ig, ekkor az általános sebészet címzetes nyilvános rendkívüli. tanára lett, mely tisztséget 1910-ig töltötte be.
Egyike volt azoknak, akik a vöröskereszt egyleti Erzsébet-kórház megteremtésében fáradoztak, aminek elismeréseül 1884-ben a kórház igazgatójává választották meg; ez évben az országos közegészségi tanács rendkívüli, 1891-ben annak rendes tagjává nevezték ki.
Szerkesztette és sajtó alá rendezte dr. Balassa János, Összegyűjtött kisebb műveit (Budapest, 1875.)

## Emlékezete
Budapesten (I. kerület Fehérvári út 19/a) élt és dolgozott. Sírja a Kerepesi úti temetőben áll, melyet 2004-ben a Nemzeti Emlékhely és Kegyeleti Bizottság védetté nyilvánított.

## Fontosabb művei
- Osteoplastische Versuche. (Wiener Medizinische Wochenschrift, 1868)
- Petefészek metszések. (Orvosi Hetilap, 1869)
- Adatok a csöves csontok osteotomiájához, különös tekintettel a Langenbeck B. által ajánlott bőr alatti csontmetszésre. (Orvosi Hetilap, 1870)
- Billroth kóródáján szerzett sebészeti tapasztalatok. – Rostos torokpöfeteg a koponyaalakon. (Orvosi Hetilap, 1871)
- A térdízületbe ható sértésekről, különös tekintettel azok kezelésére. (Orvosi Hetilap, 1873)
- Balassa János összegyűjtött kisebb művei. Sajtó alá rend., szerk. J. Gy. (A Magyar Orvosi Könyvkiadó Társulat Könyvtára. XXV. Bp., 1875)
- Az újabbkori sebkezelésről. J. Gy. előadása. (Népszerű természettudományos előadások. III. köt. 24. füz. Bp., 1880)
- Az idegnyújtásról. (Orvosi Hetilap, 1880)
- Adatok a térdkalácstörések tanához, különös tekintettel a nagyfejű czombizom működésére. (Orvosi Hetilap, 1882)
- Adat a phosphoros csontüszök műtételének és az állkapocs új képződésének kérdéséhez. (Orvosi Hetilap, 1885)
- Emlékbeszéd Lumniczer Sándor felett. J. Gy. beszéde a Budapesti Kir. Orvosegyesület 1893. okt. 14-iki nagygyűlésén. (Bp., 1894)
- Angina Ludwigi. – A bárzsing betegségei. (A belgyógyászat kézikönyve. III. köt. Emésztési szervek betegségei. Bp., 1896).